# Enteropogon monostachyos
Enteropogon monostachyos là một loài thực vật có hoa trong họ Hòa thảo. Loài này được (Vahl) K.Schum. ex Engl. mô tả khoa học đầu tiên năm 1894.